# Rutenbergbreen
De Rutenbergbreen is een gletsjer op het eiland Edgeøya, dat deel uitmaakt van de Noorse eilandengroep Spitsbergen.
De gletsjer is vernoemd naar de Duitse botanicus Christian Rutenberg (1851-1878).

## Geografie
De gletsjer ligt op het oostelijk deel van het eiland en is zuidwest-noordoost georiënteerd met een lengte van ongeveer drie kilometer. Hij komt vanaf de Edgeøyjøkulen en mondt in het noordoosten via gletsjerrivieren uit in de Barentszzee.
Ten noordwesten van de gletsjer ligt op ongeveer vijf kilometer de gletsjer Albrechtbreen, naar het zuidoosten ligt de gletsjer Stonebreen, en naar het zuidwesten de gletsjers Gandbreen en Seidbreen.